# Billings Volcanos
Billings Volcanos fue un equipo de baloncesto estadounidense que disputó cuatro temporadas en la Continental Basketball Association, la primera en Hawái, y las restantes en la ciudad de Billings, Montana. Disputaban sus partidos como local en el Yellowstone Metra, con capacidad para 10.500 espectadores.

## Historia
El club se fundó en Hawái, jugando en las ciudades de Honolulu e Hilo. En su primera temporada acabaron en  la última posición de la División Norte, con 20 victorias y 25 derrotas, no logrando alcanzar los playoffs.
Al año siguiente el equipo se trasladó al continente, a Billings, Montana. Allí sus nuevos gestores barajaron dos nombres para el puesto de entrenador, decantándose finalmente por el joven Dick Hammond. El otro candidato siguió buscando la ocasión de entrenar a un equipo profesional, cosa que consiguió poco después dirigiendo a los Albany Patroons, para posteriormente llegar a la NBA donde logró 11 campeonatos. Su nombre era Phil Jackson.
Su mayor éxito ue alcanzar las Finales en 1982, en las que cayeron 4-1 ante los Lancaster Lightning.

## Temporadas
| Temporada | Liga | Denominación      | G  | P  | %    | Pos. | Playoffs               |
| --------- | ---- | ----------------- | -- | -- | ---- | ---- | ---------------------- |
| 1979-80   | CBA  | Hawaii Volcanos   | 20 | 25 | 44,4 | 4.º  | Finales de conferencia |
| 1980-81   | CBA  | Billings Volcanos | 23 | 19 | 54,8 | 3.º  | Finales de división    |
| 1981-82   | CBA  | Billings Volcanos | 32 | 14 | 69,6 | 1.º  | Finales CBA            |
| 1982-83   | CBA  | Billings Volcanos | 20 | 25 | 45,4 | 3.º  | -                      |

## Jugadores célebres

### Hawaii Volcanos
- Jeff Wilkins
- Clay Johnson
- Bobby Wilson

### Billings Volcanos
- Howard Wood
- Ron Davis
- Lowes Moore